# استان عنابه
| استان عنابه        | استان عنابه        |
| ------------------ | ------------------ |
|                    |                    |
| Algeria-Annaba.png |                    |
| کشور               | الجزایر            |
| مساحت              | ۱٬۴۳۹ کیلومتر مربع |
| جمعیت              |                    |
| جمعیت              | ۶۴۰٬۰۵۰            |
| تراکم جمعیت        | ۴۴۴٫۸/کیلومتر مربع |
| شمارگان            |                    |
| شمارهٔ استان        | ۲۳                 |
| پیش‌شمارهٔ تلفنی     | ۰۳۸                |
| تعداد فرمانداری‌ها  | ۶                  |
| تعداد شهرستان‌ها    | ۱۲                 |
| کد پستی            |                    |

عنابه نام استان بیست‌وسوم از استان‌های کشور الجزایر است.